# Festuca duriotagana
Festuca duriotagana là một loài thực vật có hoa trong họ Hòa thảo. Loài này được Franco & Rocha Afonso mô tả khoa học đầu tiên năm 1980.